# Liste de personnalités liées à Lille
Liste de personnes célèbres nées ou ayant vécu à Lille.

## Personnalités politiques ou militaires de l'ancien régime
- Lydéric, personnage légendaire, fondateur de la cité.
- Mathilde de Flandre (c.1032-1083) fille de Baudouin de Lille, épouse de Guillaume le Conquérant et reine d'Angleterre. La légende lui attribue la réalisation de la tapisserie de Bayeux.
- Isabelle de Hainaut, (1170-1190), épouse de Philippe-Auguste et reine de France (1180-1190).
- Jeanne de Flandre, (1188/1200?-1244), la « grande comtesse », fondatrice de l'hospice Comtesse à Lille.
- Philippe le Bon (1396-1467), duc de Bourgogne, tient le 29 mai 1453 à Lille le banquet du Faisan.
- Jeanne Maillotte, (vers 1580), résistante légendaire lors des assauts des Hurlus.
- d'Artagnan (1611-1673), gouverneur de Lille à la fin de sa vie.
- Sébastien Le Prestre de Vauban (1633-1707), commissaire des fortifications, maréchal de France, a fait construire la « Reine des Citadelles » à Lille et a fait agrandir la ville au XVIIe siècle.
- Charles François de Croix (1699-1786), général espagnol et Vice-roi de Nouvelle-Espagne.
- Louis Dajot (1717-1786), Ingénieur et militaire français.
- Adrien Louis de Bonnières (1735-1806), militaire et diplomate français du XVIIIe siècle.

## Gouvernants, hommes politiques

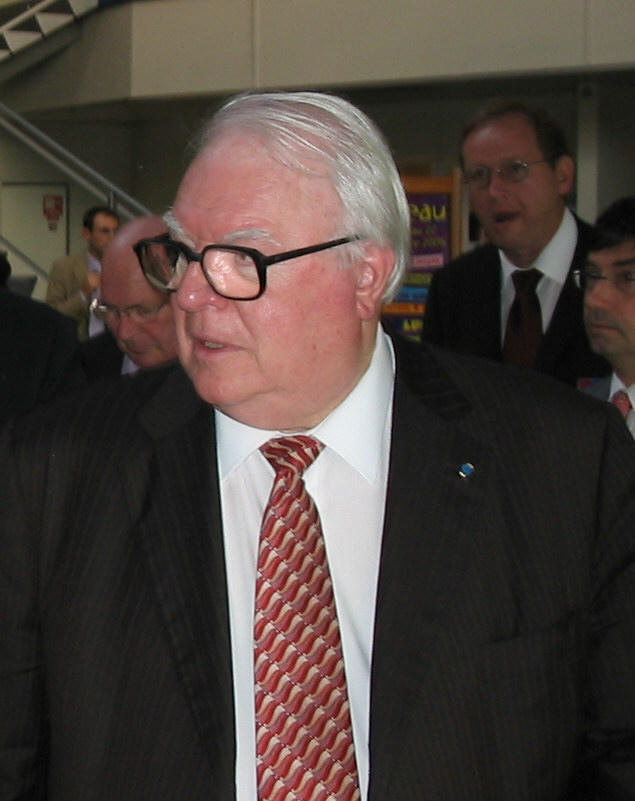
Pierre Mauroy

- Louis Nicolas Dubois (1758-1847), magistrat, premier préfet de police de Paris.
- Charles Hyacinthe Joseph Lespagnol de Grimbry (1762-1845), seigneur de Grimbry, conseiller au Parlement de Flandre et maire de Wasquehal de 1800 à 1845. Il est issu de la famille Lespagnol des Flandres.
- Pierre, baron Arborio-Biamino (29 mars 1767 - Verceil (Piémont) † 14 août 1811 - Bruges), sous-préfet de Lille (1803). Il fut le deuxième sous-préfet de Lille, avant que la ville devienne siège de la préfecture du Nord.
- Charles François Marie Le Prévost de Basserode (1774-1849), seigneur de Basserode, de Hautgrenier, de Hautlieu et des Marisson. Il est maire de la ville de Wasquehal de 1848 à 1849. Il est issu de la famille Le Prévost de Basserode.
- Albert Scrive (1754-1803), membre du Conseil des Cinq-Cents, premier sous-préfet de Lille.
- Louis Marie Joseph de Brigode (24 octobre 1776 - Lille † 22 septembre 1827 - Bourbonne-les-Bains), maire de Lille (1802-1816), puis pair de France.
- Armand-Achille Testelin (1814-1891), commissaire de la république, Préfet du Nord, représentant du peuple, sénateur inamovible, conseiller général du Nord, président du Conseil.
- Louis Faidherbe (1818-1889), général, fondateur de la ville de Dakar et sénateur.
- Hyacinthe Honnorat (1801-1883), fils du docteur Simon-Jude Honnorat (1783-1852) né à Allos (Alpes de haute-Provence, lexicographe de la langue provençale. Né à Allos, Hyacinthe Honnorat se lança dans le commerce du grain à Lyon puis à Lille. Il fut conseiller municipal républicain de Lille à la fin de la monarchie de Juillet et opposant au rétablissement de l'Empire en 1851. Élu conseiller général de Lille au début de la III° République, il fut pressenti pour devenir sénateur mais renonça au profit du général Faidherbe (source : Marc Frangi, « Le fils du docteur Honnorat, Honnorat-Bocquet », Annales de Haute-Provence, n° 334, 1999 et « Un républicain provençal à Lille », site de l'Association 1851 : https://1851.fr//hommes.fr)
- Jules-Romain Barni (1818-1878), philosophe, premier traducteur de Emmanuel Kant en français.
- Charles Lalou (1841-1918), journaliste et député.
- Paul Lafargue (1842-1911), fondateur du parti ouvrier français, gendre de Karl Marx, député de Lille en 1885 et 1891.
- Eugène Vermersch (1845-1878), communard.
- Géry Legrand (1857-1902), journaliste, sénateur et maire de Lille.
- Gustave Delory (1857-1925), maire de Lille.
- Xavier de Gaulle (1887-1955), capitaine, ingénieur civil des mines, résistant, Consul général de France en Suisse (frère de Charles de Gaulle).
- Roger Salengro (1890-1936), ministre, député, et maire de Lille.
- Charles de Gaulle (1890-1970), général, chef de la résistance pendant la Seconde Guerre mondiale, président de la République. Il est considéré par les français comme étant l'un des hommes les plus importants de l'histoire de France.
- Augustin Laurent (1896-1990), député, ministre, résistant, maire de Lille.
- Auguste Lecœur (1911-1992), dirigeant du parti communiste français.
- Louisette Blanquart (1921-2008), syndicaliste et journaliste.
- Norbert Ségard (1922-1981), député, ministre et fondateur de l'ISEN de Lille.
- Pierre Mauroy (1928-2013), député, sénateur, premier ministre, et maire de Lille.
- Patrick Leclercq (né en 1938), ancien chef du gouvernement de la principauté de Monaco.
- Martine Aubry (née en 1950), maire de Lille.
- Patrick Kanner (né en 1957), ministre de la Ville, de la Jeunesse et des Sports dans le deuxième gouvernement de Manuel Valls.
- Adrien Quatennens (né en 1990 à Lille), député de la première circonscription du Nord et coordinateur de La France insoumise depuis 2019
- Eddy Casterman (né en 1996 à Lille), député de l'Aisne.

## Militaires, résistants
- Louis Jacques Ruelle de Santerre (1739-1802), général des armées de la République y est décédé.
- Nicolas Pierquin (1741-1794), général des armées de la République y est décédé.
- Philippe Joseph Malbrancq (1750-1823), général des armées de la République et de l'Empire y est décédé.
- Paul Louis Joseph Peterinck (1754-1801), général des armées de la République y est né.
- Joseph Pagès (1754-1814), général des armées de la République et de l'Empire, né à Connaux (Gard), décédé à Lille.
- Louis Joseph Maupoint (1766-1849), général des armées de la République et de l'Empire.
- Albert-Joseph de Rouvroy (1768-1841), baron de Fournes, officier supérieur du Premier Empire.
- Chrétien François Antoine Faure de Gière (1769-1813), général des armées de la République et de l'Empire.
- François Marie Dufour (1769-1815), général des armées de la République et de l'Empire.
- François Nivard Charles Joseph d'Hénin (1771-1847), général des armées de la République et de l'Empire.
- Jean Revest (1773-1845), général des armées de la République et de l'Empire y est décédé.
- Charles François Marie Le Prévost de Basserode (1774-1849), seigneur de Basserode, de Hautgrenier, de Hautlieu et des Marisson, capitaine de la légion des gardes nationales mobiles du Nord sous napoléon 1er et maire de la ville de Wasquehal
- Jean Hyacinthe Sébastien Chartrand(1779-1816), général de la Révolution et de l'Empire, condamné à mort par un conseil de guerre et fusillé à Lille le 22 mai 1816.
- Louise de Bettignies (1880-1918), résistante et espionne, morte en détention. Arrière-arrière-petite-fille de François Joseph Peterinck
- Léon Trulin (1897-1915), né à Ath, résistant, mort fusillé dans les fossés de la citadelle, peu après l'exécution des membres du réseau Jacquet
- Juan-José Espana (1909-2000), élève à l’Institut catholique d'arts et métiers, puis blessé il est prisonnier à Lille en 1940, il s'évade et rejoint, par l'Espagne, la France libre. Compagnon de la Libération[1].
- Valentine Ployart (1909-1945), résistante, morte en déportation
- André Lugiez (1910-1969), résistant, Compagnon de la Libération, y est né.
- Georges Rossignol (1911-1942), officier des forces navales françaises libres, Compagnon de la Libération, Mort pour la France, y est né.
- René Casparius (1914-1942), aviateur des forces aériennes françaises libres, Compagnon de la Libération, Mort pour la France, y est né.
- Pierre Deshayes (1918-2011), Compagnon de la Libération, a rejoint Lille pendant la 2eme guerre mondiale puis a exercé les fonctions de chef des ventes du quotidien La Voix du Nord.

## Médecins
- Ernest Baltus, (1851-1937) physiologiste, professeur de Médecine, Doyen de la Faculté Catholique de Médecine de Lille[réf. nécessaire]
- Gaspard Thémistocle Lestiboudois (1797-1876), médecin, botaniste et homme politique
- Gaspard-Léonard Scrive (1815-1861), chirurgien militaire. L'hôpital militaire de Lille a porté son nom de 1914 à sa fermeture en 1998.
- René Le Fort (1869-1952), chirurgien auteur de la classification des fractures du maxillaire supérieur utilisée dans le monde entier.

## Religieux
- Georges Wartel (XVIIIe siècle), chanoine de l'abbaye du mont Saint-Éloi.
- Jean Chevrot (vers 1395-1460), évêque de Tournai, et chef du conseil du duc de Bourgogne, Philippe le Bon.
- Floris van der Haer (1547-1634), chanoine de Saint-Pierre ; il publie en 1611 Les chastelains de Lille, leur ancien estat, office et famille.
- Toussaint Bridoul (1595-1672), écrivain jésuite.
- François Farvacques (1622-1689), théologien.
- Eugénie Smet (1825-0871), religieuse, fondatrice des Religieuses Auxiliatrices, béatifiée en 1957 par le Pape Pie XII
- Henri Lécroart (1864-1939), sj, missionnaire et vicaire apostolique en Chine
- Maurice Laverseyn, (1878-1971), aumônier de l'Ordre équestre du Saint-Sépulcre de Jérusalem, Camérier secret de Sa Sainteté, Prélat de Sa Sainteté et Chanoine honoraire du Saint-Sépulcre, Il porta secours aux victimes de la catastrophe des 18 ponts et sera Résistant durant la Guerre.
- Jacques Sevin (1882-1951), jésuite, cofondateur en 1920 des Scouts de France.
- Achille Liénart (1884-1973), le « cardinal des ouvriers ».
- François Bigo (1912-1944), aumônier militaire des Forces françaises libres, compagnon de la Libération, tué en 1944.
- Arthur Hervet (1938-), prêtre engagé en faveur des Roms
- Luc Crepy (1958-), évêque du Puy-en-Velay puis de Versailles

## Scientifiques, ingénieurs

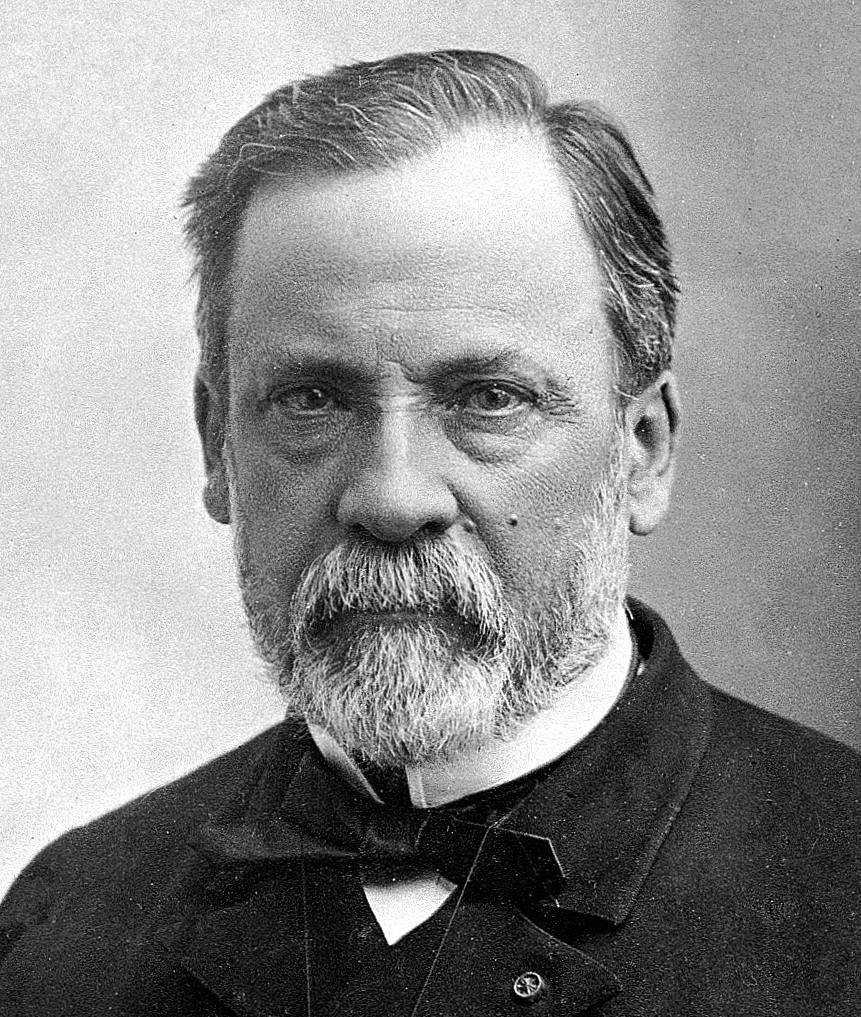
Louis Pasteur

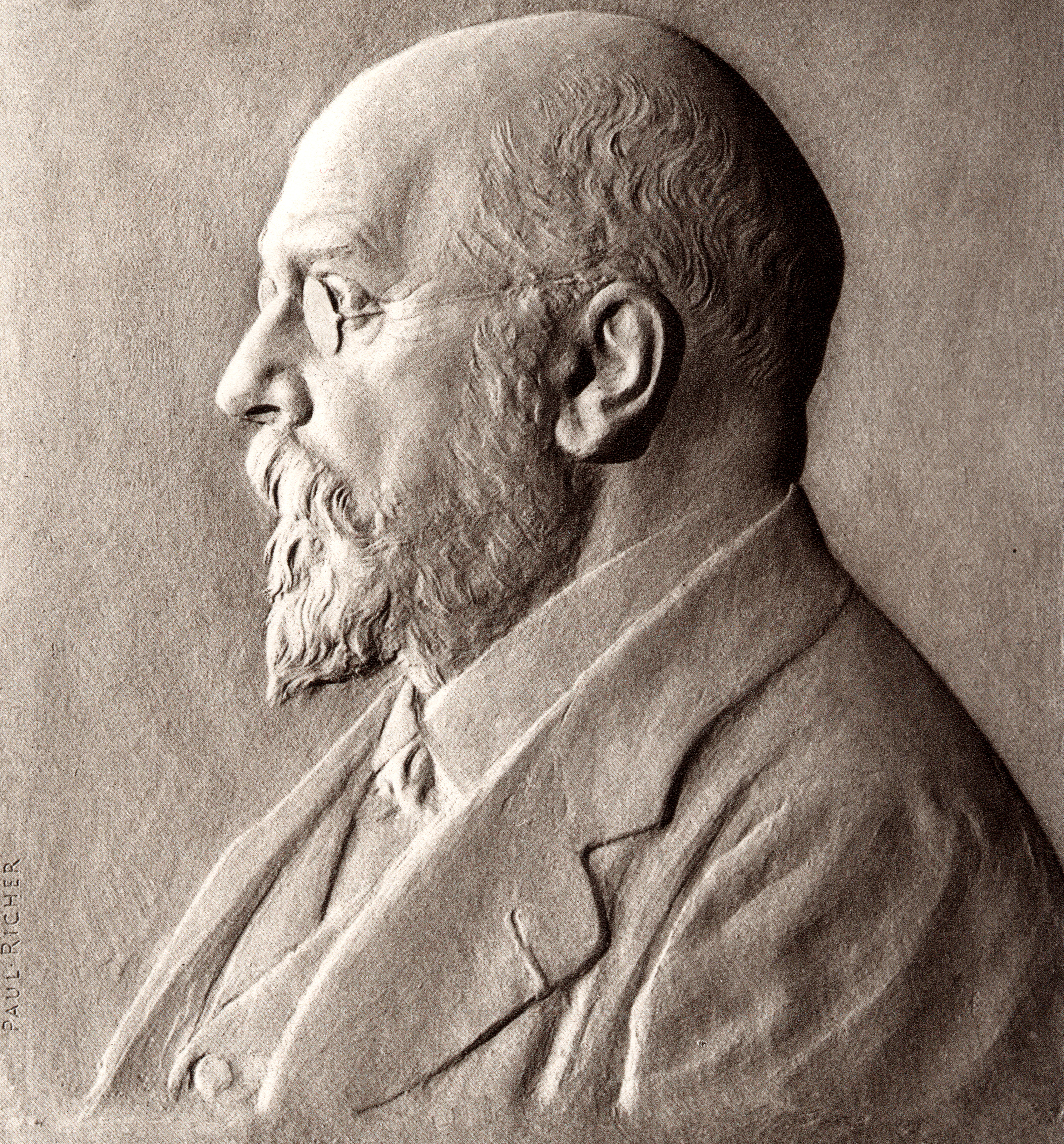
Alfred Giard

- Mathias de l'Obel (1538-1616), botaniste
- Jean-Baptiste Lestiboudois (1715-1804), botaniste
- François-Joseph Lestiboudois (1759-1815), botaniste
- Charles Delezenne (1776-1886), scientifique et pédagogue lillois
- Augustin-Pierre Dubrunfaut, chimiste (1797-1881)
- Gaspard Thémistocle Lestiboudois (1797-1896), botaniste
- Frédéric Kuhlmann (1803-1881), professeur et soutien des formations scientifiques à Lille, inventeur de procédés chimiques, fondateur des établissements Kuhlmann (Pechiney Ugine Kuhlmann), cofondateur de la banque Crédit du Nord, Président de la Chambre de commerce et d’industrie de Lille Métropole
- Louis Pasteur (1822-1895), nommé professeur et doyen de la faculté des sciences de Lille nouvellement créée, y fera une découverte d’importance, en découvrant que les levures sont des êtres vivants responsables de la fermentation et non des produits de celle-ci.
- Jules Gosselet (1832-1916), géologue.
- Alfred Mongy (1840-1914), ingénieur, modernisateur de la métropole.
- Joseph Boussinesq (1842-1929), professeur, mathématicien, hydraulicien
- Alfred Giard (1846-1908), zoologiste
- Gustave Flourens (1848-1897), chimiste du glucose
- Charles Barrois (1851-1939), professeur, géologue
- Édouard Lamy (1855-1939), ingénieur français
- Alphonse Buisine (1856-1918), chimiste
- Albert Calmette (1863-1933) et Camille Guérin (1872-1961), mise au point du vaccin anti-tuberculeux
- Jean Perrin (1870-1942), prix Nobel de physique et créateur du CNRS.
- Auguste Drapiez (1878-1856), qui était un des cinq fondateurs du Jardin botanique de Bruxelles, est né à Lille
- Albert Châtelet (1883-1960), homme politique et scientifique, doyen de la faculté des sciences de Lille, recteur de l'académie de Lille
- Henri Pariselle (1884-1972), chimiste
- Joseph Kampé de Fériet (1893-1982), fondateur de l'Institut de mécanique des fluides de Lille
- Reysa Bernson (1904-1944), astronome
- Jean Dieudonné (1906-1992), mathématicien
- Yvonne Choquet-Bruhat (1923-2025),  mathématicienne et physicienne française, née à Lille.
- Jean Samaille (1925-2005), Directeur de l'Institut Pasteur de Lille (1974-1994)

## Industriels et entrepreneurs
- Barthélémy Dorez, né à Talcy en 1660 et décédé à Lille en 1729, cofondateur de la Manufacture de faïence et porcelaine Dorez-Pélissier, ancien contrôleur des poudres et Maître des Postes des Flandres.
- François Joseph Peterinck, (1719-1799), né dans la paroisse Saint-Étienne de Lille, fabricant de faïence et porcelaine. Arrière-arrière grand-père de Louise de Bettignies
- Philippe-Jacques-Joseph Gautier d'Agoty né à Lille (1770-1826) industriel
- Antoine Scrive-Labbe (1789-1864), industriel, rénovateur de l'industrie des cardes, introducteur en France de la machine à filer le lin de Philippe de Girard, cofondateur des Mines de Lens et espion français.
- Philibert Vrau (1829-1905), industriel lillois et personnalité marquante du catholicisme social. Fondateur des facultés catholiques de Lille aidé ensuite de son beau-frère Camille Féron. Philibert Vrau possédait (avec son beau-frère, M. Féron) également une imprimerie à Paris dénommée : Imprimerie Féron-Vrau, 3 et 5 rue Bayard, Paris VIIIe. où était imprimé entre autres, Les Causeries du Dimanche (célèbres recueils catholiques qui étaient édités par La Maison de la Bonne Presse à Paris).
- Félix Bollaert (1855-1936), fait construire le grand stade de Lens en 1931.
- Paul-Émile Javary (1866-1945), directeur de la Compagnie du chemin de fer du Nord. Il joua un rôle important dans la reconstruction après les bombardements de la Première Guerre mondiale. Une rue de Lille porte son nom en sa mémoire.
- Serge Lutens (né en 1942), parfumeur.
- Gustave De Bruyn, né à Louvain en 1838 et décédé à Lille en 1916, fondateur de la faïencerie de Fives Lille et inventeur du procédé de vernissage hygiénique de la poterie culinaire. Il est le créateur du vrai plat de Lille. Son père, Dionysius dit Denis De Bruyn, était lui aussi maître potier.

## Éditeurs
- André Joseph Panckoucke (1703-1753) fondateur de la dynastie de libraires-Imprimeurs-Éditeurs lillois, diffuseur de Lumières
- Charles-Joseph Panckoucke, (fils du précédent) (1736-1788), fondateur du Moniteur Universel qui devient le Journal officiel de la République française, propriétaire du Mercure de France, promoteur des Lumières et éditeur de l'Encyclopédie méthodique.
- Louis-Joseph Lefort (1766-1848), libraire-imprimeur, à l'origine de la maison d'édition Lefort.
- Pierre Legrand (1804-1859), avocat, homme politique et rédacteur de L'Écho du Nord.

## Écrivains et universitaires
- Alain de Lille (1114 ou 1128-1202), théologien, philosophe, poète et historien du XIIe siècle
- Gautier de Châtillon ou Gautier de Lille (1135-1201), poète
- Jacquemart Giélée (XIIIe siècle, né vers 1240), poète, a écrit une suite au Roman de Renart
- Antoinette Bourignon (1616-1680), mystique, écrivain
- Amélie Suard, née Panckoucke (1750-1830), femme de lettres et salonnière française
- Elie Brun-Lavainne (1791-1875), littérateur
- Victor Derode (1797-1867), historien
- Hippolyte Verly (1838-1916), journaliste et écrivain
- Albert Samain (1858-1900), poète
- Georges Lefebvre (1874-1959), historien
- Pierre Valdelièvre (1876-1957), poète
- Alfred Ernout (1879-1973, latiniste, philologue; né à Lille
- Léon Boutry (1880-1915), géographe, né à Lille
- Victor Serge (1890-1947), écrivain et révolutionnaire, a habité quelque temps à Fives
- Maurice Garçon (1889-1967), avocat, essayiste et historien, membre de l'Académie française
- Gaston Waringhien (1901-1991), linguiste et espérantiste
- Julien Torma (1902-1933), écrivain, a vécu à Lille
- Simone Poignant (1905-1987), docteur es sciences politiques et économiques
- Fernand Deligny (1913-1996), auteur
- Michel Henry (1922-2002), philosophe et romancier
- Alain Decaux (1925- 2016), historien, écrivain, ministre et académicien
- Jean-Yves Moyart (1967-2021), avocat et blogueur
- Frédéric Mollet (né en 1975), écrivain

## Architectes
- Simon Vollant (1622-1694), architecte de la Porte de Paris
- Thomas-Joseph Gombert (1672-1724), architecte de l'église Saint-André
- François-Joseph Gombert, (1725-1801), architecte de l'église Saint-Étienne
- Michel-Joseph Lequeux (1753-1786), architecte de plusieurs hôtels particuliers
- Benjamin Joseph Dewarlez, (1767-1819) architecte néoclassique lillois.
- Philippe Cannissié, (1799-1877) architecte de la ville de Lille.
- Charles Benvignat, (1805-1877) architecte lillois.
- Charles Leroy, (1816-1876) architecte néogothique lillois.
- Carlos Batteur, (1844-1913) architecte lillois.
- Louis Marie Cordonnier (1854-1940), architecte de plusieurs édifices lillois (Chambre de commerce, Opéra) et de la reconstruction de villes du Nord en 1918.
- Émile Dubuisson (1873-1947), architecte de l'hôtel de ville de Lille, plus haut beffroi d'Europe du Nord
- Jacques Alleman (1882-1945), architecte de monuments lillois et de la reconstruction de Béthune en 1918
- Gustave Gruson (1893-1963), architecte français exerçant à Mons-en-Baroeul
- Jean Dubuisson (1914-2011), fils d'Émile Dubuisson, architecte du Musée national des arts et traditions populaires

## Artistes, collectionneurs
- Joseph Wamps Bernard-Joseph Wamps (1689-1744)
- Louis Joseph Watteau dit Watteau de Lille (1737-1798), peintre lillois, neveu du peintre valenciennois Antoine Watteau
- Ernest-Joseph Bailly (1753-1823), peintre né à Lille.
- François Watteau dit Watteau de Lille (1758-1823), peintre lillois, fils du précédent et petit-neveu du peintre valenciennois Antoine Watteau
- Jean-Baptiste Wicar (1762-1834), peintre et collectionneur.
- Isidore Bonnier de Layens (1792-1877), né à Lille, peintre, conservateur du Palais des beaux-arts de Lille de 1828 à 1842
- Louis Désiré Blanquart-Evrard (1802-1972), photographe, considéré comme le père de la photographie industrielle
- Louis Schoutteten, (1833-1907), peintre
- Victor-Louis Mottez, (1809-1897), peintre
- Alphonse Moillet (1812-1850), voyageur et collectionneur d'art
- Louis Désiré Joseph Delemer (1814-1868), peintre et graveur français
- Constant Joseph Brochart (1816-1889), peintre
- Sophie Vincent-Calbris (1822-1859), peintre
- Charles-Auguste-Romain Lobbedez (1825-1882), peintre
- Paul Ferdinand Gachet (1828-1909), médecin, collectionneur d'œuvres d'art et ami du peintre Vincent van Gogh.
- Jules Denneulin (1835-1904), peintre
- Henry Pluchart (1835-1898), peintre et conservateur du musée Wicar
- Carolus-Duran (pseudonyme de Charles Émile Auguste Durand) (1837-1917), peintre
- Alfred Agache (1843–1915), peintre
- Edgar Boutry (1857-1939), sculpteur
- Emmanuel Villanis (1858-1914), sculpteur
- Émile Bernard (1868-1941), peintre néo-impressionniste et ami de Paul Gauguin
- Gustave Dussart (1875-1952), sculpteur, né à Lille
- Émile Théodore (1876-1937), peintre et conservateur du musée de Lille
- Andrée d'Alaza, dite Blondinette (1878-), artiste de music-hall, chanteuse et danseuse des Folies Bergère.
- Charles Caby (1880-1934), sculpteur
- Jean Baltus (1880-1946), peintre des Alpilles
- Géry Déchin (1882-1915), sculpteur
- Albert Dequène (1897-1973), peintre, né et mort à Lille
- Léopold Simons (1901-1979), poète, caricaturiste, peintre, sculpteur
- Léona Delcourt (1902-1941) la Nadja d'André Breton
- René Leleu (1911-1984), sculpteur
- Émile Morlaix (1909-1990), sculpteur
- Jean Dewasne (1921-1999), peintre français, un des maîtres de l'abstraction constructive
- Jean Pattou (1940-2023), architecte, urbaniste et artiste
- Véronique Bigo (née en 1946), artiste peintre
- François Boucq (né en 1955), auteur de bande dessinée
- Jef Aérosol (né en 1957), peintre pochoiriste, artiste urbain
- George Edward Bonsor Saint Martin, peintre, archéologue et historien.
- Paul-Maurice Duthoit, peintre français, né en 1858 à Lille
- François Cottignies, dit Brûle Maison chansonnier lillois né en 1678
- Alfred Labille vitraux d'art actif de 1902 à 1930
- Isidore Stanislas Helman (1743-1809), graveur né à Lille

## Musiciens

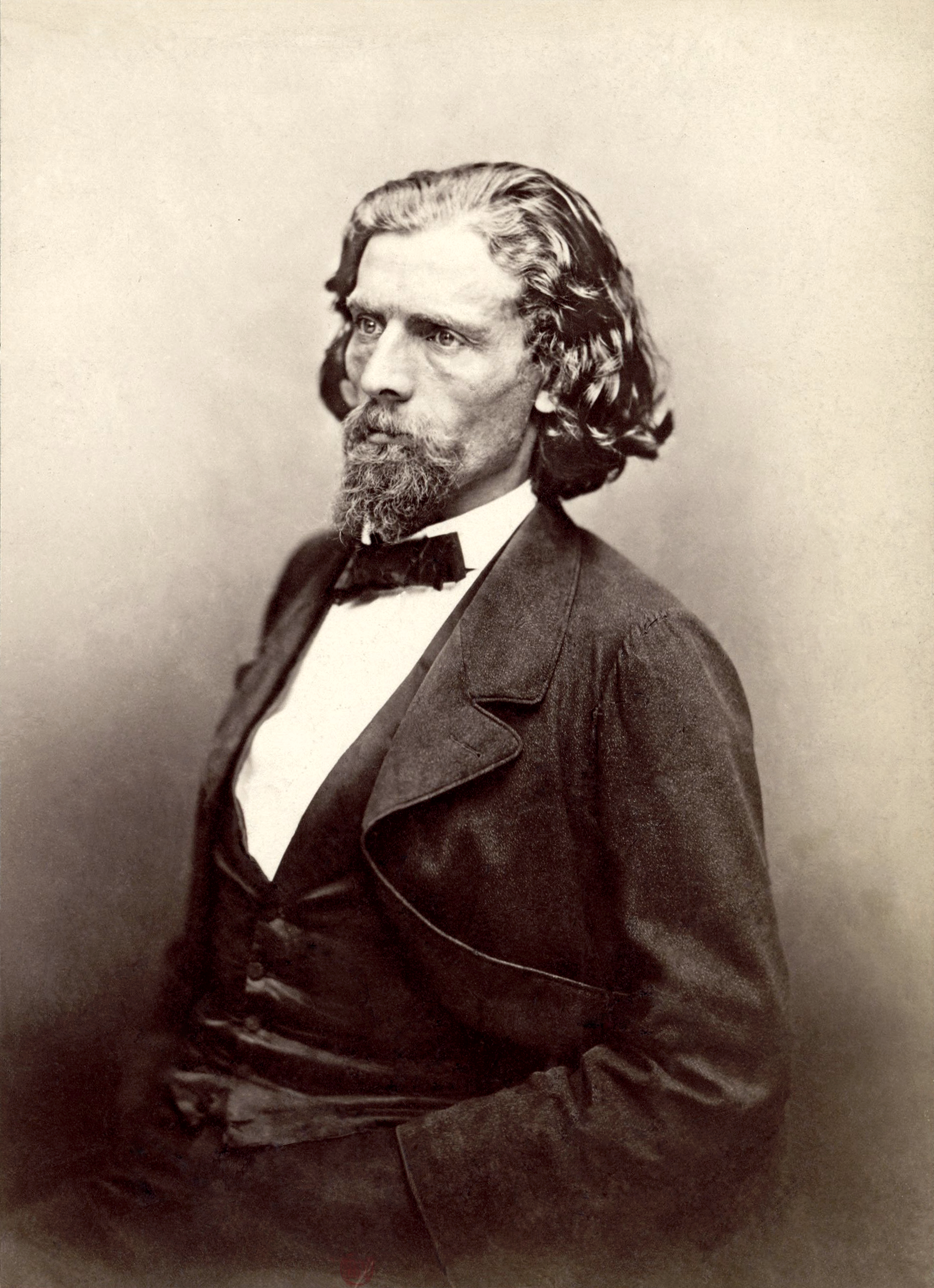
Antoine Renard.

- Alexandre Desrousseaux (1820-1892), chansonnier.
- Édouard Lalo (1823-1892), compositeur.
- Antoine Renard (1825-1872), compositeur de la musique du Temps des cerises.
- Pierre Degeyter (1848-1932), ouvrier, compositeur de la musique de L'Internationale.
- Suzette O'Nil (1895-1967), chanteuse et comédienne.
- Marcelle Meyer (1897-1958), pianiste.
- Francine Cockenpot (1918-2001), écrivain, auteur, compositeur (Colchiques dans les prés).
- André Lips (1921-1972), accordéoniste, vainqueur de la Coupe Léopold III de Belgique, champion de France et troisième de la Coupe mondiale d'accordéon en 1938. Membre de la Radio PTT Nord de Lille.
- Michel Huglo (1921-2012), musicologue.
- Raoul de Godewarsvelde (1928-1977), chanteur.
- Jean-Claude Casadesus (1935-), chef d'orchestre, créateur et directeur de l'Orchestre national de Lille
- Isabelle Aubret (1938-), chanteuse.
- Érick Bamy (1949-2014), ancien choriste de Johnny Hallyday, mort à Lille.
- Jean-Yves Lacombe (né en 1951), violoncelliste de l'ensemble musical humoristique Le Quatuor.
- Jean-Pierre Wallez (1939-), violoniste et chef d'orchestre, créateur de l'Ensemble orchestral de Paris.
- Damien Top (1973-), ténor, musicologue, chef d'orchestre, fondateur du Festival International Albert-Roussel
- Stéphane Buriez  (1967-), producteur, fondateur, compositeur principal, chanteur et guitariste du groupe de trash/death metal français Loudblast.
- Ana Tijoux (1977-), chanteuse franco-chilienne née à Lille.
- Juliette Armanet (1984-), chanteuse née à Lille.
- Skip the Use, groupe de rock lillois.
- Axiom, rappeur français né à Lille.

## Personnalités du cinéma, du théâtre et des médias
- Désiré (1823-1873), comédien célèbre au temps d'Offenbach
- Armand Bour (1868, Lille - 1945), acteur, réalisateur
- Line Dariel (1886-1956), comédienne.
- Jean Stelli (né le 6 décembre 1894, Lille - 1977, Grasse), acteur, réalisateur et scénariste
- Julien Duvivier (1896-1967), réalisateur.
- Robert Arnoux (1899-1964), acteur.
- Mona Dol (1901-1990), actrice.
- Léopold Simons (1901-1979), né à Lille, réalisateur
- Jacques Poitrenaud (1922-2005), né à Lille, réalisateur
- Yvonne Furneaux (1928-2024), actrice.
- Philippe Noiret (1930-2006), acteur.
- Jean-Pierre Leroux (né en 1938), acteur français de doublage
- Bernard Verley (né en 1939), acteur.
- Anne Kerylen (1943-2021), actrice française de doublage
- Bruno Masure (né en 1947), journaliste et présentateur télé.
- Gilles Béhat (né en 1949), acteur, réalisateur.
- Daniel Mesguich (né en 1952), directeur du théâtre national de Lille (La Métaphore) pendant sept ans.
- Pascal Renwick (1954-2006), acteur français spécialisé dans le doublage.
- Nicolas Hulot (né en 1955), journaliste, écrivain, producteur et animateur d’émission télévisuelle. Ministre de la Transition écologique de 2017 à 2018
- Yamina Benguigui (née en 1957), écrivain, réalisatrice.
- Benoît Duquesne (1957-2014), journaliste et présentateur télé.
- Bruno Tuchszer (né en 1968), acteur.
- Mallaury Nataf (née en 1972), chanteuse et actrice.
- Nathalie Vincent (née en 1972), animatrice de télévision et actrice.
- Anne-Claire Coudray (née en 1977), journaliste ayant étudié à Lille.
- Steevy Boulay, (né en 1980) chroniqueur télé et radio français né à Lille.
- Ovidie (née en 1980), actrice.
- Gérémy Crédeville (né en 1987), humoriste, chroniqueur et comédien.
- Steeven et Christopher (né en 1987), jumeaux humoristes.
- Anaïs Demoustier (née en 1987), actrice née à Lille.
- Aymeric Lompret (né en 1988), humoriste.
- Constance Jablonski (née en 1990), mannequin.
- Garance Pardigon (née en 1991), journaliste ayant étudié à Lille.
- Iris Mittenaere (née en 1993), Miss France 2016, Miss Univers 2016
- Théodort (né en 2002),  Chanteur, rappeur, vidéaste, youtubeur, acteur

## Sportifs
- Laurent Riboulet (1871-1960), joueur de tennis, champion de France.
- André Caby (1892-1915), champion de natation.
- Pierre Coquelin de Lisle (1900-1980), tireur sportif, champion olympique en 1924.
- Julien Perrain (1902-1950), coureur cycliste.
- Georges Maton (1913-1998), coureur cycliste, médaillé olympique.
- Marceau Somerlinck (1922-2005), footballeur ayant remporté 5 fois la Coupe de France avec le LOSC.
- Jean Gosselin (1931-1976), coureur cycliste.
- Maryvonne Dupureur (1937-2008), athlète.
- Pierre Lechantre (né en 1950), ancien footballeur reconverti entraîneur.
- Didier Six (né en 1954) footballeur, champion d'Europe des Nations avec l'équipe de France en 1984.
- Antoine Sibierski (né en 1974), ancien footballeur né à Lille, Vice-Champion de France 2002 avec le RC Lens.
- Sylvie Becaert (née en 1975), biathlète.
- Karim Chakim (1976), boxeur poids super-plumes, champion Intercontinental IBF 2006, champion de France à six reprises et champion de l'Union européenne EBU-BU 2010.
- Vincent Planté (né en 1980), footballeur jouant au Stade Malherbe de Caen.
- Peter Franquart (né en 1985), footballeur professionnel né à Lille.
- Saïd Rachidi (né en 1986), boxeur.
- Morgane Ribout (née en 1988), judokate née à Lille, championne du monde en 2009.
- Jerry Vandam (né en 1988), footballeur né à Lille, champion de France 2011 avec le LOSC.
- Amandine Henry (née en 1989), footballeuse à Lyon et en équipe de France.
- Gaël Kakuta (né en 1991), footballeur.
- Licia Boudersa (née en 1992), championne de boxe.
- Alassane Plea (né en 1993), footballeur professionnel.
- Adrien Tameze (né en 1994), footballeur professionnel né à Lille.
- Raphaël Varane (né en 1993), footballeur professionnel au Real Madrid, champion du monde avec l’équipe de France.
- Nabil Bentaleb (né en 1994), footballeur professionnel.
- Théo Pellenard (né en 1994), footballeur professionnel au Angers SCO.
- Ismail Bouneb (né en 2006), footballeur.